# Stadtmarketing

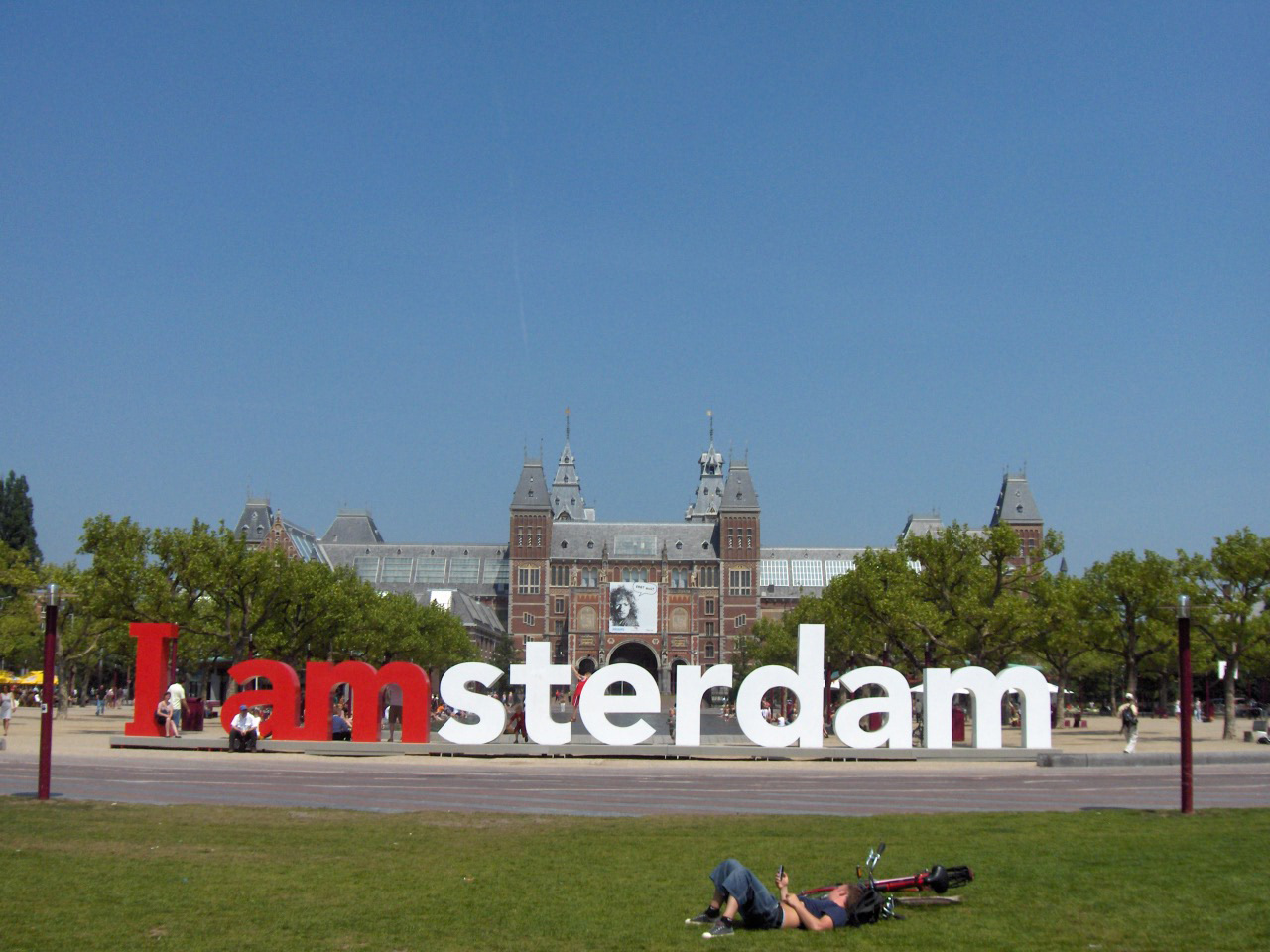
I amsterdam, Beispiel einer erfolgreichen Stadtmarketing-Kampagne

Stadtmarketing ist Marketing für Kommunen. Es verfolgt das Ziel, ein positives Image einer Kommune zu schaffen oder zu festigen. Hierzu gehören auch Tierfiguren wie Buddy Bär in Berlin. Mit dem Begriffsbestandteil „Stadt“ sind im Zusammenhang mit Stadtmarketing auch solche Kommunen gemeint, die sich entschließen, ihre Gebietskörperschaft zu vermarkten, obwohl sie nicht das Stadtrecht verliehen bekommen haben. Beim Stadtmarketing betrachtet man die Stadt wie ein Produkt. Das Produkt „Stadt“ soll attraktiv sein. Damit zählt Stadtmarketing zum persuasiven (= auf Überzeugung zielenden) Instrumentarium der Regionalentwicklung.

## Akteure
Verantwortlich für das Stadtmarketing sind in der Regel kommunale Verwaltungen, deren grundlegenden Vorschlägen die gewählten Vertreter der Bürger im zuständigen Stadt- oder Gemeinderat mehrheitlich zustimmen müssen. Beratend in den Marketing-Prozess einbezogen sind die Gastronomie und Hotellerie, der örtliche Einzelhandel und andere Wirtschaftszweige, aber auch Eigentümer der Grundstücke, die überplant werden sollen, und Gruppen engagierter Bürger. Stadtmarketingorganisationen sind in Deutschland im Berufsverband „Bundesvereinigung City- und Stadtmarketing Deutschland e. V.“ organisiert.

## Ziele
Claudia Bornemeyer, Präsidentin der Fachhochschule Köln, erstellte in ihrem Buch Erfolgskontrolle im Stadtmarketing einen Zielkatalog, der auf relevanter Stadtmarketingliteratur basiert und folgende Ziele eines erfolgreichen Stadtmarketings vorgibt:
1. Steigerung der Attraktivität der Stadt als Wirtschaftsstandort, Wohn-, Einkaufsort und touristische Destination
2. Aufbau, Korrektur und Pflege eines Stadtimages
3. Steigerung der finanziellen Handlungsspielräume der Akteure
4. Ausrichtung der städtischen Leistungen auf die Bürger
5. Schaffung und Erhöhung eines überregionalen Bekanntheitsgrades
6. Steigerung der Identifikation der Bürger mit der Stadt
7. Steigerung der Zufriedenheit der unterschiedlichen Anspruchsgruppen mit der Stadt
8. Förderung der Zusammenarbeit wichtiger Handlungsträger der Stadt
9. Erhalt bzw. Steigerung der Einwohnerzahl („Kundenbindung“)
10. Verminderung städtischer Probleme durch ruhenden und/oder fließenden Verkehr, Müllentsorgung, Abwasser etc.

## Zielgruppen
Die Zielgruppen lassen sich, entsprechend der Teilbereiche bzw. Handlungsfelder des Stadtmarketings, in vier Hauptzielgruppen einteilen.
1. Einwohner einer Stadt. Als Zielgruppe des Stadtmarketings beinhaltet diese die in der Stadt lebenden Bürger sowie potenzielle Bürger. Sie sind zum einen Zielgruppe des Verwaltungsmarketings, welches sich am Bürgernutzen orientiert und zu einer Optimierung einer bürgerfreundlichen Kommunalverwaltung beitragen soll. Mit dem Ziel der Steigerung der Wohnqualität und Wohnumfeldqualität, einer qualitativen Verbesserung des Bildungsangebotes oder der Schaffung eines konkurrenzfähigen Steuerstandortes.
2. Unternehmen und potenziell ansiedlungswillige Unternehmen sind die zweite Zielgruppe. Durch die Beeinflussung von zum Beispiel der Stadtentwicklung, der Infrastruktur, des Verkehrs und der Umwelt sollen große sowie mittelständische, ansässige Unternehmen gehalten bzw. neue gewonnen werden. Maßnahmen des Stadtmarketings können die Förderung von Projekten sein, Steuervergünstigungen und Subventionen, das Bereitstellen von attraktiven Grundstücken oder der Schaffung einer günstigen Infrastruktur für zum Beispiel Anlieferungswege.
3. Touristen sind als zahlungskräftige Zielgruppe von tragender Bedeutung. Durch beispielsweise die Umverteilung von Einkommen fällt dem Tourismus eine regionale Ausgleichsfunktion zu und für viele Regionen stellt der Tourismus eine lebenserhaltende Einkommensquelle dar. Die Zielgruppe Tourist lässt sich in eine Vielzahl von Untergruppen wie Tagungs-, Geschäfts-, Messe-, Kultur-, Städte-, Jugend-/ Seniorentourismus und Kur-/ Gesundheitstouristen unterteilen.
4. Verwaltungsangestellten sowie die Stadtmarketingorganisationen stellen die vierte wichtige „interne Zielgruppe“ des Stadtmarketings dar. Dabei geht es um die Förderung der Zusammenarbeit wichtiger Handlungsträger und Steigerung der Kundenfreundlichkeit bei städtischen Behörden und Ämtern.

Weitere externe Zielgruppen sind: potenzielle Investoren, Pendler und Bewohner im Umland, Bund und Länder, überregionale Medien und Reiseveranstalter. Weitere interne Zielgruppen sind: lokale Medien, Reisebüros, Bildungseinrichtungen, Vereine und Verbände, soziale Einrichtungen.

## Teilbereiche des Stadtmarketings
Es gibt eine Vielzahl von unterschiedlichen Begriffen, die sich auf das Marketing für Städte beziehen. Dabei werden zum Teil unterschiedliche Sachverhalte mit einem gleichen Begriff belegt. Oft wird beispielsweise der Begriff Stadtmarketing mit dem wesentlich enger gefassten City- bzw. Innenstadtmarketing gleichgesetzt. Stadtmarketing stellt jedoch Strategien zur Vermarktung von Städten in ihrer Ganzheit dar. Teilbereiche, die in das Stadtmarketingkonzept integriert sind:

### Standortmarketing
Auch das Standortmarketing von Städten richtet sich, wie jedes Standortmarketing, an Unternehmen mit dem Ziel, neue Betriebe zu gewinnen. Ausgerichtet an den regionalen, nationalen oder internationalen Markt sollen die Standortentscheidungen zugunsten der eigenen Stadt beeinflusst werden und vorhandene Standorte in der Stadt gesichert werden. Dabei ist nicht nur die Beschaffung und Vermarktung von Grundstücken für die Ansiedlungen Aufgabenbereich. Auch Flächenrecycling, Projektentwicklung, die Betreuung der Unternehmen beim Kontakt mit der Kommunalverwaltung, sowie die Beeinflussung der Stadtentwicklung zur Verbesserung der Standortbedingungen sind Aufgabe des Standortmarketings.
Im Rahmen eines Standortmarketings der jeweiligen Stadt werden bereits ansässige Unternehmen sowie potenzielle Neuansiedlungen angesprochen. Ziel ist es, deren Standortbindung zu verbessern und sie zu Multiplikatoren des eigenen Wirtschaftsstandortes zu machen. Durch gemeinsame Projekte wie Preisverleihungen, Meetings, Branchenstammtische werden diese Unternehmen zu aktiven Partnern im Stadtmarketingprozess.

### Citymarketing
Citymarketing, auch als Innenstadtmarketing bezeichnet, wird in erster Linie mit einem abgestimmten innerstädtischen Einzelhandels- und Fremdenverkehrsmarketing assoziiert und ist demzufolge inhaltlich und vor allem räumlich eingegrenzter definiert als Stadtmarketing. Citymarketing ist also wesentlich mehr auf die Einzelhandels- und Fremdenverkehrsentwicklung fokussiert als Stadtmarketing. Citymarketing hat die Aufgabe die Attraktivität des Stadtzentrums zu steigern, um damit Kunden- und Besucherströme ins Stadtzentrum zu ziehen und eine Belebung der City in wirtschaftlicher und kultureller Hinsicht zu erwirken. Im Gegensatz zum Citymanagement, das ähnliche Ziele verfolgt, aber in den meisten Fällen privatwirtschaftlich organisiert und von örtlichen Einzelhandelsverbänden, Werbegemeinschaften und ähnlichen Unternehmenskooperationen mitgetragen ist, wird Stadtmarketing oftmals von der Stadtpolitik bzw. Verwaltung betrieben, auch wenn in der Regel externe Beratungsbüros mit der Bearbeitung und Umsetzung eines Stadtmarketingkonzeptes beauftragt werden.

### Stadtteilmarketing
Stadtteilmarketing setzt das umfassende Marketingkonzept der Stadt für die der Innenstadt nachgeordneten Subzentren in den einzelnen Stadtteilen um. Es ist mit dem Citymarketing vergleichbar, auch wenn die Akteure, Einflussfaktoren und Zielgruppen zum Teil andere sind. Stadtteilmarketing wirkt den Risiken entgegen, die aus der Konzentration des Citymarketings auf City-politische Maßnahmen resultieren; denn sowohl zwischen City und Subzentren einer Stadt (Stadtteile, Quartiere) als auch zwischen den verschiedenen Subzentren selbst besteht ein intrakommunaler Wettbewerb: „Was einem kommunalen Standort nützt, muss anderen nicht nützen, sondern kann ihnen durch Kaufkraftentzug unmittelbar schaden.“

### Tourismusmarketing
Das Tourismusmarketing von Städten verfolgt das Ziel der Steigerung der Ankünfte und Übernachtungen auswärtiger Gäste. Wesentliche Zielgruppen sind private Urlaubs- und Geschäftsreisende, also auch Besucher von Messen, Tagungen und Kongressen. Die wichtigsten Kooperationspartner im Tourismusmarketing sind Leistungsträger in der Stadt, wie gastgewerbliche Betriebe, Reise- und Kongressveranstalter oder Verkehrsunternehmen. Zum Beispiel wird oft in Zusammenarbeit der örtlichen Hotels eine Hotelroute ausgeschildert. Das Tourismusmarketing ist zumeist in einer eigenständigen Gesellschaft konzentriert. Beim Tourismusmarketing unterscheidet man je nach Richtung des Marketing in Push-, Pull- und Push+Pull-Marketing. Für das städtische Tourismusmarketing ist vor allem das Pull-Marketing entscheidend. Wörtlich übersetzt, sollen Touristen „angezogen“ werden. Aber auch das Pull+Push-Marketing in Zusammenarbeit mit großen Transportdienstleistern wie Fluglinien oder der Bahn ist für Städte erfolgversprechend.

### Verwaltungsmarketing
Verwaltungsmarketing bedeutet die Optimierung der Kommunalverwaltung an den Interessen des Bürgers. Es erfordert das Erkennen von Nachfrage nach kommunalen Leistungen bei optimaler Konzentration der Ressourcen. Das Marketing kann sowohl nach innen als außen gerichtet sein. Personalmarketing und Beschaffungsmarketing sind an die Verwaltungsangestellten gerichtet, dagegen stellen die Gestaltung der Austauschbeziehungen zu Nutzern und Partnern vor allem der Leistungsverwaltung typische Beispiele für außengerichtetes Verwaltungsmarketing dar. Ziel ist, das Leistungsangebot der Kommune positiv von den Konkurrenzstädten abzuheben, kommunale Dienstleistungen und Einrichtungen optimal auszunutzen und die Einwohner und anderen Nutzer zufriedenzustellen.

### Kommunales Marketing
Das kommunale Marketing betreibt die Vermarktung öffentlicher Institutionen wie der städtischen Verkehrsbetriebe, Theater und Museen und anderer öffentlicher Betriebe.

## Methoden und Instrumente des Stadtmarketings

### Abarbeitung eines integrierten Konzepts
Wenn staatliche Fördermittel für die Stadtentwicklung in Anspruch genommen werden können und sollen, ist es vor der Beantragung dieser Mittel erforderlich, ein „Integriertes städtebauliches Entwicklungskonzept (ISEK)“ vorzulegen.
Folgende Bausteine sind für ISEK in allen Programmen zu erarbeiten:
- Analyse der Ausgangssituation in Form einer Stärken-Schwächen-Analyse,
- Festlegung des Programmgebiets,
- Definition von Zielen,
- Formulierung von daraus abgeleiteten Handlungsansätzen und Maßnahmen der Gebietsentwicklung,
- Erstellung eines Maßnahmen- und Finanzierungskonzepts und
- Durchführung einer Öffentlichkeitsbeteiligung.[4]

## Geschichte des Stadtmarketings
Bis Mitte der 1970er Jahre hatte die Stadtentwicklungsplanung expansive Stadterweiterung bzw. Wiederaufbau als Hauptinhalt und dabei wenig Bezug auf die Einzelinteressen von Wirtschaft bzw. Bürgern. Durch eine schlechtere finanzielle Situation der Kommunen in den 1980er Jahren kam es zu einer Phase in der die Stadtentwicklungsplanung, die sich auf kleinere, überschaubarere Projekte beschränkte (Wohnumfeldverbesserungen, Verkehrsberuhigung). Der Planungsbezug auf die Gesamtstadt trat in den Hintergrund. Gleichzeitig begann die Diskussion und Umsetzung von Stadtmarketing, Citymarketing und Citymanagement nach Vorbildern aus den Vereinigten Staaten und dem Vereinigten Königreich auf Grundlage der Orientierung am privatwirtschaftlichen Marketing. Seit Beginn der 1990er ist Stadtmarketing als Instrument der Stadtentwicklung weit verbreitet. Mitte der 1990er setzten bereits mehr als 80 % der Städte mit mehr als 10.000 Einwohnern, Stadtmarketing in verschiedener Form als Instrument der Stadtentwicklung ein oder betreiben Planungen dazu. Veröffentlichte Beispiele betreffen z. B. Weingarten oder Offenburg. In den 2000er Jahren ist durch die begrenzte finanzielle Situation der Kommunen eine gewisse Stagnation zu verzeichnen.